# گائو بایرویت
گائو بای‌رویت (به آلمانی: Gau Bayerische Ostmark) زیربخشی اداری از آلمان نازی بود که در ۱۹ ژانویه ۱۹۳۳ از ادغام گائوهای بایرن سفلی، فالتس علیا، فرانکن علیا، و بایرن تشکیل شد. این تشکیلات از سال ۱۹۳۳ تا ۱۹۴۵ وجود داشت.

## تاریخچه
سامانه اداری منطقه‌ای نازی‌ها موسوم به «گائو» برای بهبود مدیریت ساختار حزب در ۲۲ اردیبهشت ۱۹۲۶ در جریان یک گردهمایی حزبی تأسیس شد. از سال ۱۹۳۳ به بعد، پس از تصرف قدرت توسط نازی‌ها، گائو به‌طور فزاینده‌ای جایگزین ایالات به عنوان زیرمجموعه‌های اداری در آلمان شد. در ۱۲ مارس ۱۹۳۸، آلمان نازی اتریش را ضمیمه خاک خود کرد و ایالت‌های اتریش ضمیمه هفت گائو حزب نازی شدند. بر پایه قانون Ostmarkgesetz به تاریخ ۱۴ آوریل ۱۹۳۹، گائو اتریش به رتبه رایخس‌گائو ارتقا پیدا کرد و برایش گاولایتر تعیین شد.
در راس هر گائو یک گائولایتر قرار داشت؛ جایگاهی که به ویژه پس از شروع جنگ جهانی دوم به‌طور فزاینده‌ای قدرتمندتر شد. گائولایترهای محلی مسئولیت تبلیغ و نظارت و از سپتامبر ۱۹۴۴ به بعد، هدایت فولکس‌اشتورم و دفاع از گائو را بر عهده داشتند. جایگاه گائولایتر برای این منطقه در طی وجود آن در دستان مقام‌های زیر بود:
- هانس شم - ۱۹ ژانویه ۱۹۳۳ تا ۵ مارس ۱۹۳۵
- فریتز واختلر - ۵ دسامبر ۱۹۳۵ تا ۱۹ آوریل ۱۹۴۵
- لودویگ روکدشل - ۱۹ آوریل ۱۹۴۵ تا ۸ مه ۱۹۴۵

گائو بای‌رویت در سال ۱۹۳۳ و هنگامی شکل گرفت که هانس شِم، گاولایتر Oberfranken (فرانکن علیا)، سه گائو Oberpfalz (فالتس علیا)، Niederbayern (بایرن سفلی) و Oberfranken را در جریان مبارزه‌ای برای قدرت در درون حزب نازی متحد کرد. اصطلاح Bayerische Ostmark پس از جنگ جهانی اول برای این منطقه ابداع شد تا اشاره به این واقعیت داشته باشد که منطقه در آن هنگام با چکسلواکی تازه‌تاسیس همسایه شده بود، کشوری که دشمن آلمان تلقی می‌شد. اصطلاح مارک از نظر تاریخی در امپراتوری آلمان برای مناطق مرزی با همسایگان دشمن مورد استفاده قرار می‌گرفت. این تشکیلات تنها گائوی باواریایی بود که بیش از یک رگیرونگسبتسیرک را پوشش می‌داد.
هانس شم تا زمان مرگ در جریان یک سانحه هوایی در سال ۱۹۳۵ رهبری گائو را بر عهده داشت. جانشین وی، فریتز واختلر، نتوانست همان محبوبیت گائولاتر پیش از خود را در میان جمعیت منطقه به دست آورد. پس از اشغال چکسلواکی، بخش‌هایی از این کشور در گائو بای‌رویت ادغام شدند. نواحی کاشپرسکه هوری، ژلزنا رودا و پراخاتیتسه به گائو افزوده شدند. از سال ۱۹۳۸، گائو همچنین محل اردوگاه کار اجباری فلوسنبورگ و زیرمجموعه‌های فراوان آن بود. از آنجا که Gau Bayerische Ostmark دیگر یک منطقه مرزی به‌شمار نمی‌رفت، در ژوئن ۱۹۴۲ به «گائو بای‌رویت» تغییر نام یافت. واختلر به دستور هیتلر به دلیل ترک پایتخت بای‌رویت در آوریل ۱۹۴۵ تیرباران شد. وی جای خود را به لودویگ راکدشل داد که برای مدتی بسیار کوتاه تا تسلیم آلمان نازی بر سر کار بود.